# Louis Depière
Louis Depière (ur. ?, zm. ?) – belgijski żeglarz, olimpijczyk.
Na regatach rozegranych podczas Letnich Igrzysk Olimpijskich 1920 wystąpił w klasie klasie 6 metrów (formuła 1907) zajmując 4 pozycję. Załogę jachtu Suzy tworzyli również Willy Valcke i Raymond Bauwens.